# Friedrich Gerhard Rohlfs
Friedrich Gerhard Rohlfs (Vegesack, Bremen, 14 de abril de 1831- Rangsdorf, 2 de junio de 1896) fue un explorador, geógrafo, botánico, escritor y aventurero alemán. Fue uno de los primeros europeos en cruzar el norte de África hacia el sur; desde Trípoli atravesó el desierto del Sahara y el lago Chad, y a través del río Níger llegó al golfo de Guinea.

## Biografía

### Primeros años
Gerhard Rohlfs fue el tercer hijo del médico rural Gottfried Heinrich Rohlfs y de Marie Adelheid Wernsing. Durante su infancia y primera juventud recibió clases de tutores privados. El muchacho, físicamente muy débil, se negó a seguir la carrera de médico prescrita por sus padres, abandonó sus estudios e ingresó en el ejército como suboficial. En la guerra contra Dinamarca participó en la batalla de Idstedt, en julio de 1850. 
Se unió en marzo de 1854 a un batallón de Cazadores de Campaña del Ejército austríaco como simple soldado, pero desertó en mayo de 1855. Un mes después, fue detenido por una patrulla y sometido a juicio militar. En agosto de 1856, Rohlfs desertó nuevamente y después de eso nunca volvió a poner un pie en Austria.
En noviembre de 1856, fue reclutado en Colmar como voluntario de la Legión Extranjera Francesa. Su compromiso de servicio fue de siete años. Participó en varias campañas militares en el norte de África y en Italia y fue liberado en 1860 anticipadamente de su obligación de servicio de siete años, con el rango de cabo.

### Estancia en el norte de África

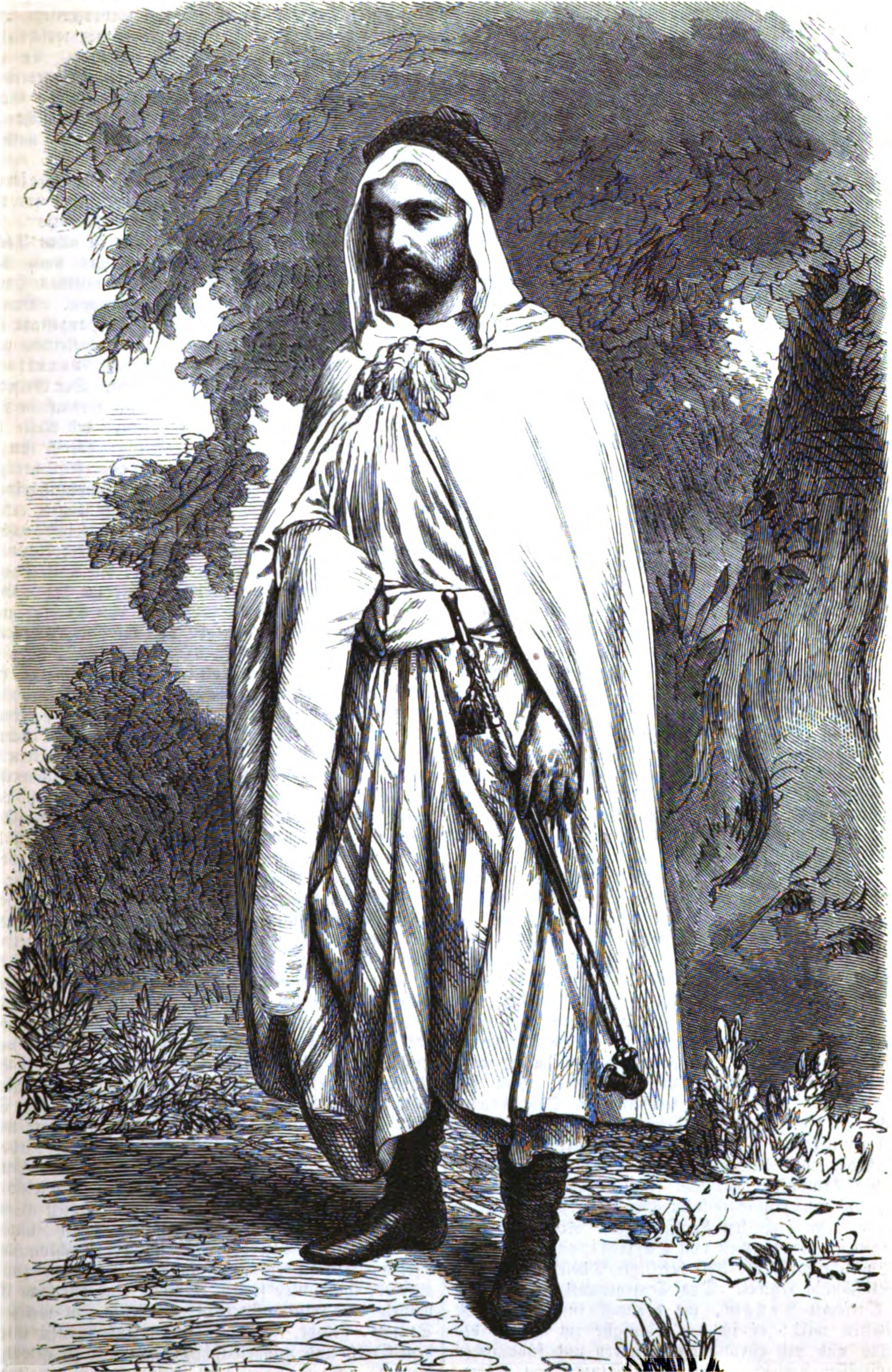
Gerhard Rohlfs hacia 1863

Rohlfs había aprendido los conceptos básicos del árabe y consiguió ser nombrado médico del ejército marroquí en Fez. También se le permitió abrir un consultorio privado. Logró perfeccionar su árabe y adquirir conocimientos sobre las costumbres, el estilo de vida y la religión de los norteafricanos. 
Su mayor deseo era viajar a Tombuctú, para lo que cruzó el Anti-Atlas, hasta entonces poco conocido en Europa, pero fue atacado y herido cerca del oasis de Boanen. Debido a las graves heridas en su brazo izquierdo, sus dedos quedaron parcialmente rígidos por el resto de su vida. Después de recuperarse, hizo otro intento de llegar a Tombuctú. Fue el primer europeo en llegar a los oasis de Tafilet, Twat y Tidikelt. En Salah, la principal ciudad del oasis de Tidikelt, fue considerado un espía francés, lo que le obligó a abandonar sus planes y regresar a Trípoli.
En enero de 1865, volvió a Alemania. El cartógrafo de Gotha, August Petermann, editó y revisó los registros de viaje de Rohlfs según criterios científicos. 

### Exploración hasta el golfo de Guinea
Después de unos meses en Europa, Rohlfs regresó a Trípoli como explorador oficialmente apoyado para reconocer desde allí el macizo de Hoggar y luego trasladarse a Tombuctú. Partió en mayo de 1865, pero en Gadamés tuvo que cambiar de dirección debido al comportamiento hostil de los tuareg. Se trasladó a través de Murzuk, en el Fezzan, y de Bilma, en el valle de Kaouar, pasando por el lago Chad, hasta Kuka, la capital del Imperio Bornu. Llegó al río Benue, que navegó hasta su confluencia con el Níger en Lokoja. Consiguió llegar a Lagos, en el golfo de Guinea, en mayo de 1867.
Rohlfs no sólo fue uno de los primeros europeos en cruzar el Sahara, su viaje desde el Mediterráneo hasta la costa occidental de África fue celebrado como la segunda travesía europea de África de la historia. Hasta entonces sólo el británico David Livingstone lo había conseguido. En Berlín fue recibido por el rey Guillermo I de Prusia y nombrado miembro honorario de la Sociedad Geográfica de Berlín. Recibió las medallas de oro de las sociedades geográficas de París y Londres.

### Observador prusiano en África
La creciente fama de Rohlfs le abrió muchas puertas en el ámbito político. En 1867 y 1868 participó en la expedición punitiva británica en Abisinia como intérprete por encargo del rey de Prusia. Transcribió sus experiencias en su libro sobre la expedición, en el que incluyó las mediciones de altitud que tomó durante esta operación. Ese mismo año, una expedición, también apoyada por la familia real prusiana, lo llevó a la Cirenaica. Desde allí, Rohlfs quería llegar a los oasis de Kufra, que ningún europeo había visitado con éxito hasta entonces. Sin embargo, la influencia hostil de los senussi, que lo veían como un agente otomano, lo hizo imposible. 
En aquella época, Rohlfs era ya tan popular que realizaba giras de conferencias. Durante una de estas giras por Rusia, conoció en Riga a Leontine Behrens (1850-1917), sobrina del viajero y botánico Georg Schweinfurth, y se casaron después de sólo tres semanas de conocimiento. La pareja se instaló en Weimar. 
Durante la guerra franco-prusiana de 1870/71, Rohlfs viajó a Túnez como agente prusiano para alentar a las tribus bereberes argelinas a rebelarse contra Francia. Su misión fracasó porque el ejército francés se enteró de sus intenciones desde el principio.

### Expediciones por el norte de África

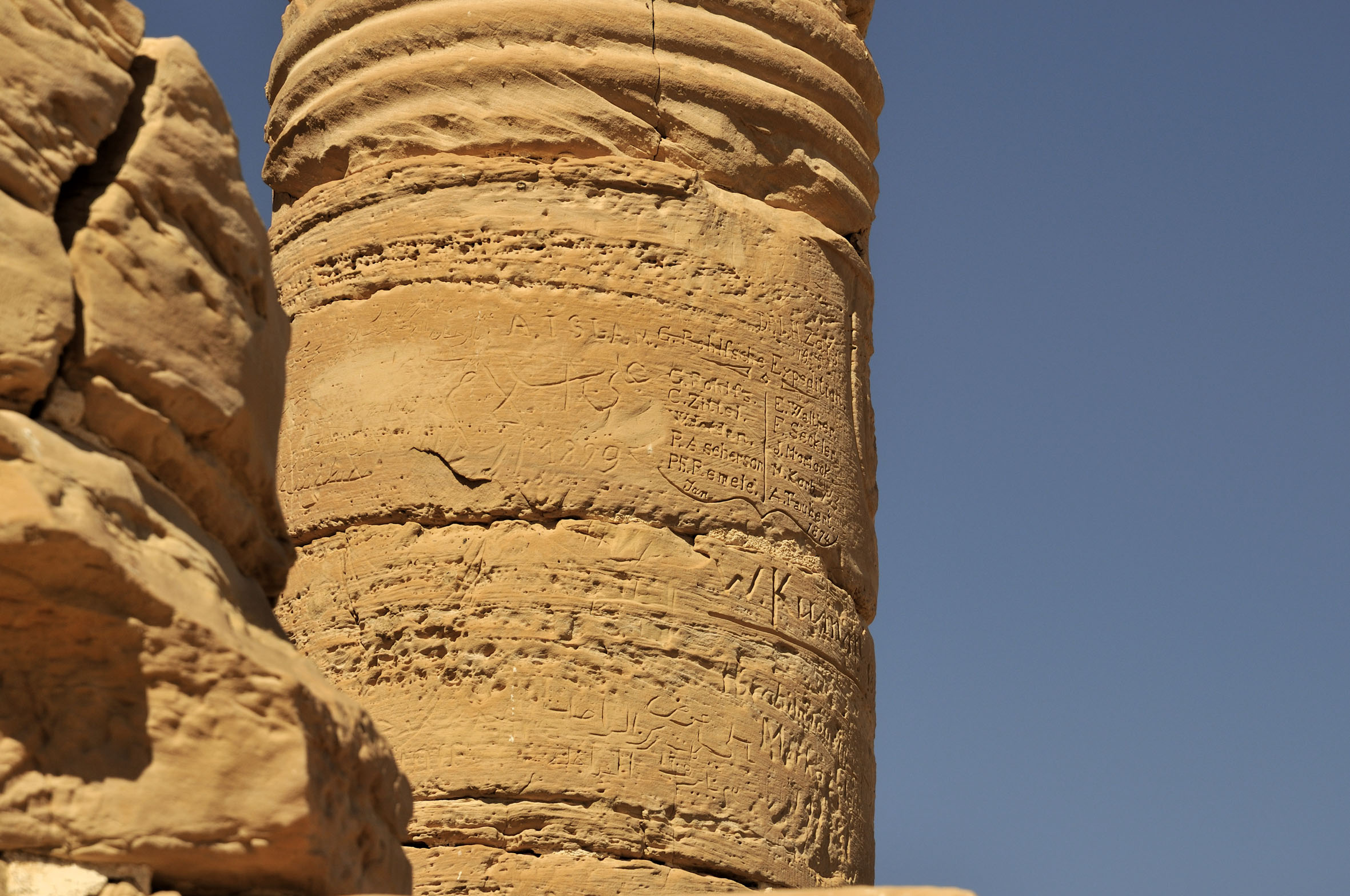
Inscripción de la expedición de Gerhard Rohlf en el templo de Deir el-Hagar, oasis de Dajla

Rohlfs llevó a cabo la que probablemente fue su expedición de mayor importancia científica, entre 1873 y 1874, por encargo del jedive egipcio Ismail Pachá. Rohlfs quería avanzar desde Egipto hasta Kufra, pero también esta vez la influencia de los senussi le impidió hacerlo, por lo que tuvo que cambiar sus planes y dirigirse hacia Siwa. En la expedición participaron numerosos científicos alemanes de renombre como el geólogo Karl Alfred von Zittel, el botánico Paul Ascherson y el geodesta Wilhelm Jordan. En febrero se hallaban cerca de 100 km al norte de Abu Ballas en el desierto Líbico, Rohlfs y sus colegas sufrieron una intensa lluvia, raro fenómeno en ese desierto que sólo ocurre cada veinte años. Alimentaron y dieron de beber a sus camellos, dejando un túmulo en el lugar, al que llamaron Regenfeld (Campo de Lluvia).
Uno de los objetivos de la expedición fue la exploración del oasis de Dajla, así como la excavación del templo de Deir el-Hagar. En uno de los pilares de este templo hay un grafiti de los expedicionarios. Otra particularidad fue la contratación del fotógrafo Philipp Remelé, que tomó más de 150 fotografías del oasis y sus habitantes.
En 1878, Rohlfs dirigió otra expedición desde Trípoli en nombre de la Sociedad Africana. Gracias al apoyo del gobierno otomano, logró convertirse en el primer europeo en llegar al oasis de Kufra. Pero allí la caravana fue atacada y robada. Rohlfs tuvo entonces que regresar.

### Últimos años
En 1880, Rohlfs viajó como enviado del rey de Prusia a Abisinia. Sirvió durante varios meses de 1884 y 1885 en el servicio imperial como cónsul general en Zanzíbar, pero mostró poca habilidad diplomática. Durante su mandato se concluyeron los  llamados «tratados de protección» germano-africanos en lo que luego sería el África Oriental Alemana y con el sultanato de Witu, lo que desembocó en conflictos con el sultán de Zanzíbar.
En 1890, el matrimonio Rohlfs trasladó su residencia de Weimar a Bad Godesberg. Durante una estancia en un balneario de Wiesbaden, en 1894, Rohlfs sufrió un derrame cerebral, al que le siguió otro a finales de 1895/96. Rohlfs murió en 1896 en Rüngsdorf, cerca de Bad Godesberg.

## Algunas publicaciones
- Reise durch Marokko. 1869
- Land und Volk in Afrika. 1870
- Von Tripolis nach Alexandria. 1871
- Quer durch Afrika. 1874, 1875
- Beiträge zur Entdeckung und Erforschung Afrikas. 1876
- Reise von Tripolis nach der Oase Kufra. 1881
- Quid Novi ex Africa. 1886

- La abreviatura «Rohlfs» se emplea para indicar a Friedrich Gerhard Rohlfs como autoridad en la descripción y clasificación científica de los vegetales.[2]